# Topographische Karte (DDR)
Unter der Bezeichnung Topografische Karte wurden in der DDR topografische Kartenwerke in verschiedenen Maßstäben hergestellt.
Nach 1945 wurden in der DDR zunächst die alten Vorkriegskarten weiterverwendet. Die Neuaufnahme des Territoriums der DDR im Maßstab 1:10.000 wurde 1952 beschlossen. Sie war 1969 abgeschlossen. Auf Basis der Karte im Maßstab 1:10.000 wurde die TK 25 als Generalisierung erstellt.
Für ausgewählte Städte wurden statt der üblichen topographischen Karten spezielle Stadtpläne herausgegeben, die zusätzlich Straßennamen und verschiedene Objekte, wie öffentliche Gebäude, hervorheben.
Eine Legende war nicht auf den Karten aufgedruckt; der Signaturenschlüssel, der viele Abkürzungen und Zahlenangaben entschlüsselte, war separat erhältlich.
Es gab zwei Ausgaben.

## Ausgabe für den Staat – AS
Das topographische Kartenwerk 'Ausgabe Staat' (AS) im Maßstab 1:25.000 wurde in der DDR als Staatsgeheimnis klassifiziert und durfte nur von autorisierten Mitgliedern der bewaffneten Organe sowie der Partei- und Staatsführung genutzt werden. Diese Karten enthielten genaue und vollständige Darstellungen militärischer Anlagen und wurden bis 1989 gemäß den Grundsätzen der Warschauer Vertragsorganisation erstellt.
Die Bezeichnung 'Ausgabe Staat' (AS) ist nicht auf den Karten aufgedruckt, sondern durch den Vermerk 'Vertrauliche Verschlusssache!' (VVS) erkennbar.

## Ausgabe für die Volkswirtschaft – AV
Ab 1966 wurden die Topographischen Karten (Ausgabe für die Volkswirtschaft – AV) in den Maßstäben 1:10.000, 1:25.000, 1:50.000, 1:100.000, 1:200.000, 1:750.000 und 1:1.500.000 herausgegeben.
Die Ausgabe für die Volkswirtschaft war lediglich 'Nur für den Dienstgebrauch'.

## Genauigkeit
Neben den unterschiedlichen Karteninhalten, die Ausgabe Staat war viel präziser (AS mit Flughafen, AV ohne), unterschieden sich die beiden Kartenwerke auch in ihren geodätischen Grundlagen. Die 'Ausgabe Staat' (AS) basiert auf dem Krassowski-Referenzellipsoid im 6°-Streifensystem (Gauß-Krüger-System), während die 'Ausgabe für die Volkswirtschaft' (AV) auf dem Bessel-Referenzellipsoid im 3°-Streifensystem (Gauß-Krüger-System) beruhte. Die Ausgabe AV war stark generalisiert und verzerrt und daher nur eingeschränkt zur Orientierung im Gelände geeignet.